# Tactusa rima
Tactusa rima là một loài bướm đêm thuộc họ Erebidae. Nó được tìm thấy ở miền bắc Việt Nam.
Sải cánh dài khoảng 12 mm.